# Liste der Biografien/Bio
Liste der Biografien |
Portal Biografien |
Personensuche
# |
A |
B |
C |
D |
E |
F |
G |
H |
I |
J |
K |
L |
M |
N |
O |
P |
Q |
R |
S |
T |
U |
V |
W |
X |
Y |
Z |
?
 
Ba |
Be |
Bd |
Bg |
Bh |
Bi |
Bj |
Bl |
Bm |
Bn |
Bo |
Br |
Bs |
Bu |
Bw |
By |
Bz
 
Bia–Bid |
Bie |
Bif–Bim |
Bin |
Bio |
Bip |
Bir |
Bis |
Bit |
Biu |
Biv |
Biw |
Bix |
Biy |
Biz
Die Liste der Biografien führt alle Personen auf, die in der deutschsprachigen Wikipedia einen Artikel haben. Dieses ist eine Teilliste mit 71 Einträgen von Personen, deren Namen mit den Buchstaben „Bio“ beginnt.

## Bio
- Bio (1953–2008), brasilianischer Fußballspieler

### Bioc
- Bioche, Charles (1859–1949), französischer Mathematiker und Mathematikpädagoge

### Biof
- Bioff, William Morris (1900–1955), US-amerikanischer Gangster

### Biog
- Biogradlić, Ibrahim (1931–2015), jugoslawischer Fußballspieler und -trainer

### Biol
- Biolay, Anna (* 2003), französische Schauspielerin
- Biolay, Benjamin (* 1973), französischer Sänger und Schauspieler
- Biolay, René (1902–1945), französischer Autorennfahrer
- Biolay, Sophia (* 2001), französische Tennisspielerin
- Biolcati, Lena (* 1962), italienische Sängerin
- Biolek, Alfred (1934–2021), deutscher Jurist, Fernsehmoderator, FernsehkochAlfred Biolek (1934–2021)

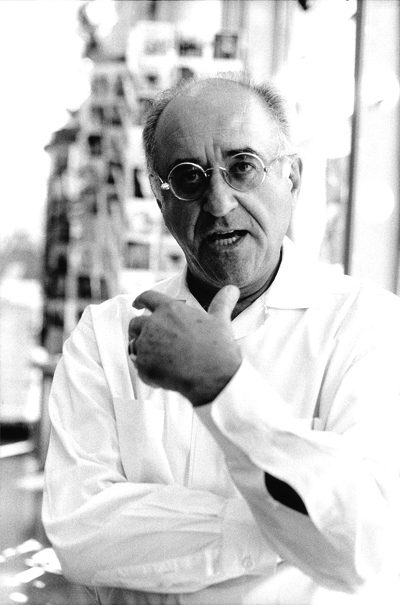
Alfred Biolek (1934–2021)

- Biolley, Daniel (* 1943), Schweizer Radrennfahrer
- Biolo, Gianpolo (* 1985), italienischer Radrennfahrer
- Bioly, Peter (1879–1942), deutscher römisch-katholischer Geistlicher und Märtyrer

### Biom
- Biomehanika, Yoji, japanischer Hard-Trance-, Hard-House- und Hardstyle-DJ und -Produzent

### Bion
- Bion von Abdera, griechischer Mathematiker und Philosoph
- Bion von Borysthenes, antiker kynischer Philosoph
- Bion von Smyrna, hellenistischer Dichter
- Bion, Anne-Sophie, französische Filmeditorin und Schnittassistentin
- Bion, Gottlieb (1804–1876), Schweizer Landschaftsmaler und Lehrer
- Bion, Marie-Louise (1858–1939), Schweizer Künstlerin
- Bion, Nicolas (1652–1733), französischer Hersteller von Globen und mathematischen Instrumenten sowie Verfasser wissenschaftlicher Bücher
- Bion, Peter (1684–1735), Industrieller
- Bion, Walter (1830–1909), schweizerischer Pfarrer und Sozialpädagoge
- Bion, Wilfred (1897–1979), britischer PsychoanalytikerWilfred Bion (1897–1979)

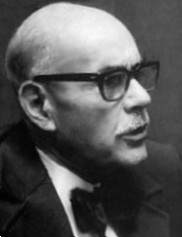
Wilfred Bion (1897–1979)

- Bion, Wilhelm Friedrich (1797–1862), Schweizer Pfarrer und Schriftsteller aus dem Kanton Thurgau
- Bionaz, Didier (* 2000), italienischer Biathlet
- Bionca (* 1967), US-amerikanische Pornodarstellerin, Produzentin und Regisseurin
- Bionda, Alisha (* 1958), deutsche Autorin, Herausgeberin, Journalistin und Redakteurin
- Bionda, Jean-Pierre (1928–2003), Schweizer Jazzmusiker
- Biondelli, Bernardino (1804–1886), italienischer Romanist und Dialektologe
- Biondetti, Clemente (1898–1955), italienischer Automobilrennfahrer
- Biondi, Fabio (* 1961), italienischer Violinist und Dirigent
- Biondi, Franco (* 1947), italienisch-deutscher Schriftsteller
- Biondi, Jean (1900–1950), französischer Politiker
- Biondi, Laurent (* 1959), französischer Bahnradsportler
- Biondi, Lidia (1942–2016), italienische Schauspielerin
- Biondi, Manfred A. (1924–2016), US-amerikanischer Physiker
- Biondi, Mariano (1950–2015), argentinischer Fußballspieler, -Trainer und funktionär
- Biondi, Mario (* 1971), italienischer SängerMario Biondi (* 1971)

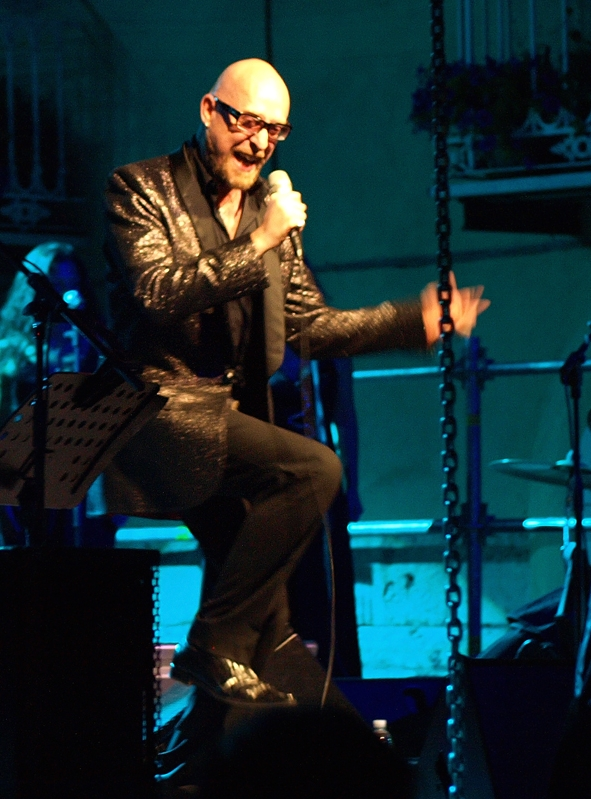
Mario Biondi (* 1971)

- Biondi, Matt (* 1965), US-amerikanischer Schwimmer
- Biondi, Peter J. (1942–2011), US-amerikanischer Politiker
- Biondi, Ursula (* 1949), Schweizer Menschenrechtsaktivistin
- Biondić, Mateo (* 2003), deutscher Fußballspieler
- Biondini, Davide (* 1983), italienischer Fußballspieler
- Biondini, Luciano (* 1971), italienischer Jazzakkordeonist
- Biondini, Tonino (1945–1983), italienischer Skilangläufer
- Biondo (* 1998), italienischer Rapper und Popsänger
- Biondo, Cayetano (1902–1986), argentinischer Theater- und Filmschauspieler
- Biondo, Flavio (1392–1463), italienischer Historiker
- Biondo, Maurizio (* 1981), italienischer Radrennfahrer
- Bioni, Antonio (* 1698), italienischer Komponist des Spätbarock
- Bionier, Louis (1898–1973), französischer Ingenieur und Leiter der Chassis- und Karosserientwicklung des Autoherstellers Panhard
- Biontino, Irene, deutsche Diplomatin
- Biontino, Michael (* 1952), deutscher Diplomat

### Bior
- Biörck, Fabian (1893–1977), schwedischer Turner und Leichtathlet
- Biord Castillo, Raúl (* 1962), venezolanischer römisch-katholischer Ordensgeistlicher, Erzbischof von Caracas
- Biordi, Juri (* 1995), san-marinesischer Fußballspieler
- Bioret, Francis (1922–1945), französischer Zwangsarbeiter, NS-Opfer
- Biørn, Andreas Riegelsen (1755–1821), dänischer Sklavenhändler und Kolonialoffizier
- Biørn, Bodil (1871–1960), norwegische Missionarin
- Biörn, Sören (1744–1819), preußischer Dünen-Bauinspektor in West- und Ostpreußen

### Bios
- Biosca García, Ignacio (* 1995), spanischer Handballspieler
- Biosca, Antonio (* 1948), spanischer Fußballspieler

### Biot
- Biot, Édouard (1803–1850), französischer Ingenieur und Sinologe
- Biot, Fernand (1910–1945), belgischer römisch-katholischer Geistlicher, Jesuit und Märtyrer
- Biot, Jean-Baptiste (1774–1862), französischer Physiker und Mathematiker
- Biot, Maurice Anthony (1905–1985), belgisch-US-amerikanischer Physiker und Begründer der Mechanik poröser Medien
- Biotti, Carlo (1901–1977), italienischer Rechtsanwalt, Richter und Sportdirektor, Richter am Obersten Gerichtshof Italiens

### Biow
- Biow, Hermann († 1850), deutscher Fotograf
- Biow, Raphael (1773–1836), deutscher Landschafts-, Dekorations- und Synagogenmaler

### Bioy
- Bioy Casares, Adolfo (1914–1999), argentinischer SchriftstellerAdolfo Bioy Casares (1914–1999)

Adolfo Bioy Casares (1914–1999)